# L'enigma del desig
L'enigma del desig és un quadre del pintor català Salvador Dalí realitzat el 1929. Està fet mitjançant la tècnica de l'oli sobre llenç, és d'estil surrealista i les seves mesures són 110 × 150 cm. Es conserva a Múnic, a la Staatsgalerie Moderner Kunst, l'antiga Col·lecció Oskar R. Schlag.
Va ser pintat a Figueres, després de l'estiu, al taller de sastreria de la tia de Dalí, el qual era usat com a estudi per l'artista.
Aquest quadre va ser un dels escassos homenatges que Dalí va dedicar a la seva mare, que mai no va arribar a pintar en un quadre. En el Sagrat Cor, una altra obra seva de 1929, el pintor també hi fa referència. En el quadre s'hi pot veure escrita la frase: De vegades escupo per gust sobre el retrat de la meva mare; aquesta va escandalitzar tant el seu pare que el va fer fora de casa.
Dalí va realitzar un dibuix a ploma com a estudi preparatori per a l'obra que va ser comprat juntament amb el Joc lúgubre pel vescomte de Noailles en la primera exposició del pintor a la galeria Goemans.

## Descripció
En el quadre hi apareix un paisatge desèrtic i extens que s'assembla al gran pla de l'Empordà, el lloc de la casa on Dalí va passar la seva infantesa a Figueres. En el centre hi ha una enorme roca groga en forma d'ala amb dos forats grans i nombroses cavitats petites. En moltes de les obertures hi ha escrites les paraules ma mère ("la meva mare", en francès). Aquest quadre, amb els símbols, no només fa referència a la seva mare sinó també a Gala mitjançant el lleó amb les goles obertes que apareix a l'extrem dret superior del quadre. El lleó apareix també en altres pintures de Dalí com en El gran masturbador, sempre anunciant un missatge eròtic i al libido.
En un extrem de la roca hi apareix un cap de perfil amb una enorme parpella tancada que es mostra constantment en altres quadres surrealistes de Dalí com El gran masturbador i La persistència de la memòria. Altres de les obsessions de l'artista que apareixen en el quadre, i que es congreguen a l'esquerra són: el peix, la llagosta, la mà que sosté el ganivet i el cap de dona de llargs cabells.